# خالد ادنون
خالد ادنون (انگلیسی: Khaled Adénon؛ زادهٔ ۲۹ ژوئیهٔ ۱۹۸۵) بازیکن فوتبال اهل بنین است.
از باشگاه‌هایی که در آن بازی کرده است می‌توان به باشگاه فوتبال لو مان، باشگاه فوتبال آسک میموساس، باشگاه ورزشی آمیان، و باشگاه فوتبال باستیا اشاره کرد.
وی همچنین در تیم ملی فوتبال بنین بازی کرده است.